# Zamek Esterházy w Eisenstadt
Zamek Esterházy w Eisenstadt – zabytkowy zamek Eisenstadt około 50 km od Wiednia
Gniazdo rodowe rodziny Esterházych (do dzisiaj pozostaje w jego rękach, choć mieści także wiele urzędów państwowych i samorządowych). Został zbudowany w XIII wieku, a potem wielokrotnie poddawany był przebudowie.
W roku 1364 zamek stał się własnością rodziny Kaniszai. W 1445 przejęli go Habsburgowie, a w 1622 rodzina Esterházych.
Najcenniejsze pomieszczenia na terenie zamku to dwie sale:
- Sala Haydna, którego mecenasami był ród Esterházych, charakteryzująca się niebywale dobrą akustyką. Obecnie użytkowana, jako miejsce koncertów i recitali. Sufit zdobią freski z epoki baroku, na ścianach zaś wiszą medaliony z podobiznami węgierskich bohaterów. W sali tej wielokrotnie dyrygował Haydn.
- Sala Empirowa – klasycystyczna, również o charakterze koncertowym.

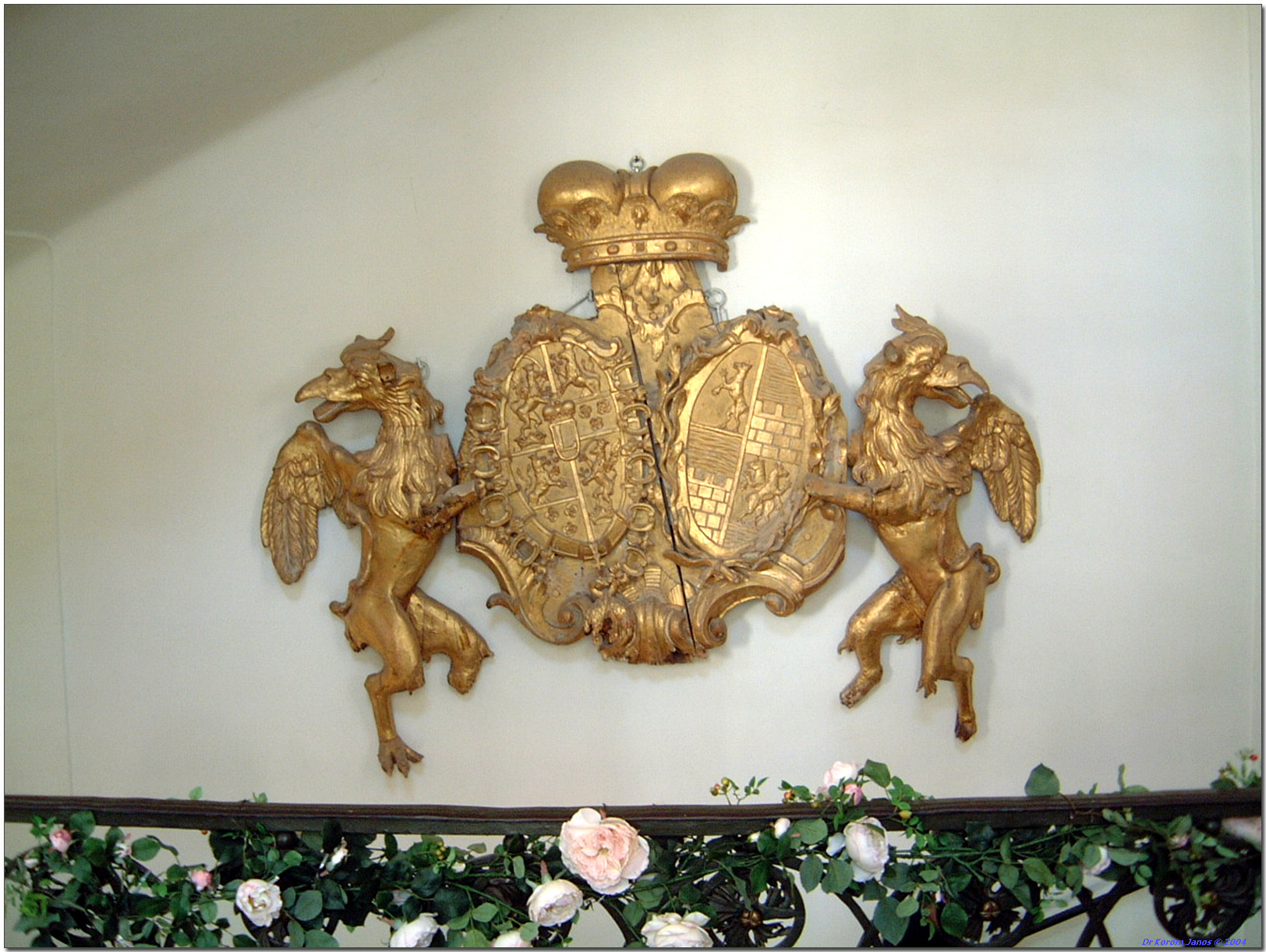
Herb Esterházy (L), Weißenwolff (P)
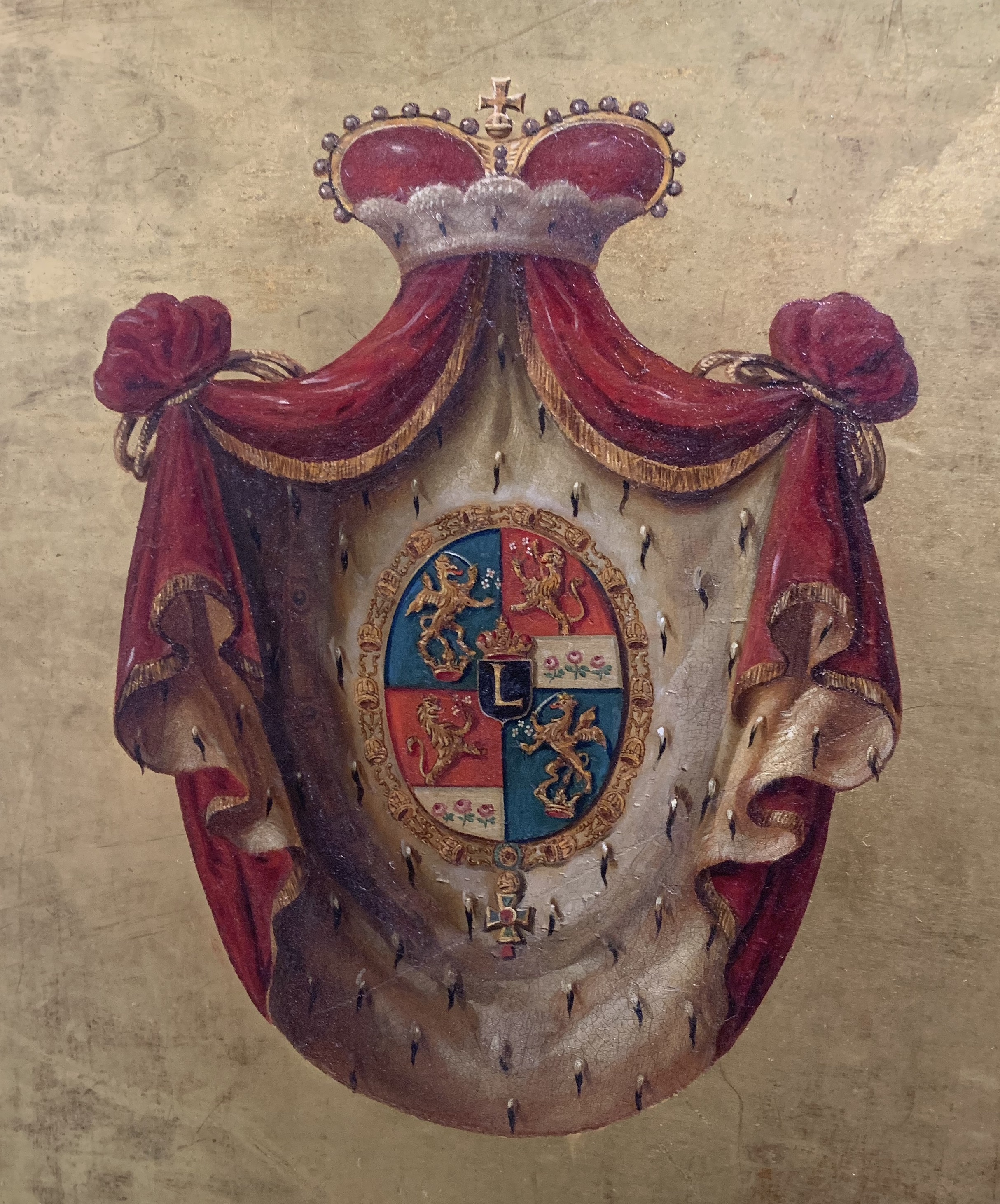
Herb Mikołaja Esterházy v. Galántha
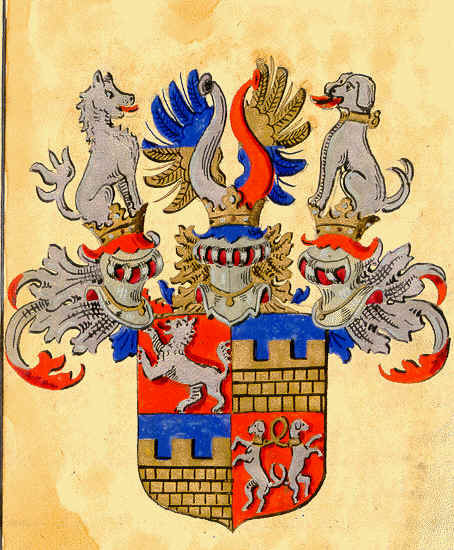
Herb Marii Ungnad von Weißenwolff